# Hemithea pariciliata
Hemithea pariciliata är en fjärilsart som beskrevs av Fuchs 1902. Hemithea pariciliata ingår i släktet Hemithea och familjen mätare. Inga underarter finns listade i Catalogue of Life.